# Lasioglossum gundlachii
Lasioglossum gundlachii là một loài Hymenoptera trong họ Halictidae. Loài này được Baker mô tả khoa học năm 1906.